# Iris Club de Croix
O Iris Club de Croix é um clube de futebol com sede em Croix, França. A equipe compete no Championnat de France Amateur.

## História
O clube foi fundado em 1952.